# Волошка м'яка
Волошка м'яка (Centaurea mollis) — вид рослин із родини айстрових (Asteraceae).

## Біоморфологічна характеристика
Багаторічна рослина 30–70 см заввишки з довгим повзучим гіллястим кореневищем. Стебла прості чи слабо розгалужені. Листки цільні, 10–14 см завдовжки, б.-м. щільні, довгастоеліптичні чи широколанцетні, на верхівці поступово загострені, до основи звужені, зверху — зеленуваті, розсіяно павутинно запушені, знизу — сіруваті від суцільного густого павутинного постійного запушення. Обгортка 20–22 × 15–18(20) мм. Крайові квітки збільшені (до 3.7 см завдовжки), синьо-блакитні; серединні — 1.7–1.8 см завдовжки, фіолетово-лілові. Сім'янки 4.5–5.5 мм завдовжки, чубчик 2.3–2.5 мм завдовжки. Період цвітіння: червень — серпень.

## Середовище проживання
Зростає в південно-східній і східно-центральній Європі: Польща, Чехія, Словаччина, Угорщина, Словенія, Хорватія, Румунія, Україна.
В Україні вид зростає на луках та кам'янистих схилах у субальпійському поясі гір — у Карпатах (Закарпатська обл.); зрідка культивують у Правобережному Лісостепу